# النزاع بين المعارضة خلال الحرب الأهلية السورية
النزاع بين المعارضة خلال الحرب الأهلية السورية بدأ بعد نشوب قتال بين مجموعات سورية معارضة مثل: الجيش السوري الحر وجيش المجاهدين والجبهة الإسلامية والدولة الإسلامية (الدولة الإسلامية في العراق والشام آنذاك). وفي بداية شهر يناير 2014 اندلعت اشتباكات عنيفة بين المجموعات في شمال البلاد. وهاجمت مجموعات معارضة قرب حلب، الدولة الإسلامية في منطقتي الأتارب وعندان اللتان تعتبران معاقل للتنظيم السني المتشدد. بالرغم من النزاع بين الدولة الإسلامية وفصائل معارضة أخرى، تعاون فصيل واحد تابع للدولة الإسلامية مع جبهة النصرة والكتيبة الخضراء (مجموعة من المقاتلين السعوديين) من أجل قتال حزب الله في منطقة القلمون.